# スナッグルパス
スナッグルパス（Snagglepuss）は、ハンナ・バーベラ・プロダクションのアニメ映画および登場するキャラクター。1959年にプロトタイプ版で珍犬ハックルで初めて登場し、1961年からヨギ・ベア（日本での邦題：クマゴロー）で仲間入りとなった。彼はピンク色のピューマ（ライオンともいう）で、襟は上向きに、シャツの袖口、黒い蝶ネクタイをしている。彼は人生で最高なものを楽しみ、演劇にいつも親しんでいる。日本ではNETテレビで「クマゴロー」の中で放送され、レオとして登場した。

## キャラクター
スナッグルパス
声 - ドン・メシック
本作の主人公。演劇が大好き。
リーラ
声 - ヴァンダー・ピル
スナッグルが一目惚れしているメスのピューマだが、リーラ自身は嫌がっている。

## その他の出演

### ハンナ・バーベラ
- まんがオールスター おもしろオリンピック
- おばけのキャスパー キャスパーのクリスマス
- ハンナ・バーベラ秘宝探検団 - レギュラー出演
- フェンダー・ベンダー500 - 詳細求む
- チキチキマシン猛レース! - 「ブラック魔王のシェークスピア（Much Ado About Wacky）」に登場。
- ジェリーストーン! - ダナ・スナイダーが声を当てている。エンタメ業界に忙しい従業員として登場しており、ゲイである。

### その他
- ビリー&マンディ - 「ホスの相棒（Irwin Gets a Clue）」に登場。
- アニマニアックス - 「Suffragette City」に登場。
- ティーン・タイタンズGO! - 「Warner Bros. 100th Anniversary」に登場。